# Serbia del Morava
El Principado de Serbia conocido como Serbia del Morava (en serbio: Моравска Србија, romanizado: Moravska Srbija) o Reino del Príncipe Lazar es el nombre utilizado en la historiografía para el principado serbio más grande y poderoso que surgió de las ruinas del Imperio serbio (1371). La Serbia del Morava lleva el nombre del Morava, el principal río de la región. El principado se estableció en 1371 y alcanzó su mayor extensión en 1379 a través de las actividades militares y políticas de su primer gobernante, Lazar Hrebeljanović. En 1402 fue elevado al Despotado de Serbia, que existiría hasta 1459.
El adjetivo Morava no implica que el estado esté afiliado de ninguna manera con la región de Moravia en la actual República Checa. El término Serbia del Morava se refiere al hecho de que el estado comprendía las cuencas de los ríos Gran Morava, Morava occidental y Morava meridional en la actual Serbia central.

## Historia

La Serbia del príncipe Lazar, surcada por el Morava.

Lazar Hrebeljanović nació alrededor de 1329 en la fortaleza de Prilepac, cerca de la ciudad de Novo Brdo en la región de Kosovo, Reino de Serbia. Lazar fue un noble en la corte del zar Esteban Uroš IV Dušan y en la de su sucesor, Esteban Uroš V. El reinado de Uroš se caracterizó por el debilitamiento de la autoridad central y la desintegración gradual del Imperio serbio. Los poderosos nobles serbios se volvieron prácticamente independientes en las regiones que controlaban.
Lazar dejó la corte del zar en 1363 o 1365 y se convirtió en señor regional. Ocupó el título de príncipe desde al menos 1371. Su territorio se desarrolló inicialmente a la sombra de señores regionales más fuertes. Los más poderosos fueron los hermanos Mrnjavčević, Vukašin y Jovan. Fueron derrotados y asesinados por los turcos otomanos en la batalla de Maritza en 1371, después de lo cual Lazar tomó parte de su territorio. Lazar y Tvrtko I, el ban (o señor) de Bosnia, derrotaron conjuntamente en 1373 a otro noble, Nicolás Altomanović. Lazar adquirió la mayor parte del territorio de Altomanović. Por esa época, aceptó la soberanía del rey Luis I de Hungría, quien le concedió la región de Mačva, o al menos una parte de ella. Con todas estas ganancias territoriales, Lazar emergió como el señor serbio más poderoso. El estado que creó entonces se conoce en la historiografía como Principado de «Serbia del Morava».
La Serbia del Morava alcanzó su máxima extensión en 1379, cuando Lazar tomó Braničevo y Kučevo, expulsando al vasallo húngaro Radič Branković Rastislalić de estas regiones. El estado de Lazar era más grande que los dominios de los otros señores en el territorio del antiguo Imperio serbio. También tenía un gobierno y un ejército mejor organizados. El estado comprendía las cuencas de los ríos Gran Morava, Morava occidental y Morava meridional, que se extendían desde el nacimiento del Morava occidental hacia el norte hasta los ríos Danubio y Sava. Su frontera noroeste corría a lo largo del río Drina. Además de la capital Kruševac, el estado incluía las ciudades importantes de Niš y Užice, así como Novo Brdo y Rudnik, los dos centros mineros más ricos de la Serbia medieval. De todos los territorios, el estado de Lazar estaba más alejado de los centros otomanos y estaba menos expuesto a los estragos de sus incursiones. Esta circunstancia atrajo a inmigrantes de las áreas amenazadas por los otomanos, que construyeron nuevos pueblos y aldeas en áreas pobremente habitadas y sin cultivar de la Serbia del Morava. También hubo personas espirituales entre los inmigrantes, lo que estimuló el renacimiento de viejos centros eclesiásticos y la fundación de otros nuevos en el estado de Lazar.
Un grupo de asalto otomano, que pasaba sin obstáculos a través de sus territorios vasallos, irrumpió en la Serbia del Morava en 1381. Fue derrotado por los nobles de Lazar, Crep Vukoslavić y Vitomir, en la batalla de Dubravnica, que ocurrió cerca de la ciudad de Paraćin. En 1386, el propio sultán otomano Murad I dirigió fuerzas mucho más grandes que tomaron Niš. No está claro si el encuentro entre los ejércitos serbio y otomano en Pločnik, un sitio al suroeste de Niš, ocurrió poco antes o después de la captura de la ciudad. Lazar rechazó a Murad en Pločnik.
Después de la muerte del rey Luis en 1382, estalló una guerra civil en el Reino de Hungría. Lazar participó brevemente en la guerra como uno de los oponentes del príncipe Segismundo de Luxemburgo, y envió algunas tropas a luchar en las regiones de Belgrado y Sirmia. Estas luchas terminaron sin ganancias territoriales para Lazar, quien hizo las paces con Segismundo en 1387.
En la batalla de Kosovo que se libró el 15 de junio de 1389, Lazar dirigió el ejército que se enfrentó a un enorme ejército invasor del Imperio otomano comandado por Murad I; ambos gobernantes perdieron la vida en la batalla. Aunque la batalla fue tácticamente un empate, las grandes pérdidas fueron devastadoras solo para los serbios. Lazar fue sucedido por su hijo mayor, Esteban Lazarević. Como todavía era menor de edad, la Serbia del Moravia fue administrada por la viuda de Lazar, Milica. Fue atacada desde el norte, cinco meses después de la batalla, por las tropas del rey Segismundo. Cuando las fuerzas otomanas, avanzando hacia Hungría, llegaron a las fronteras de la Serbia del Moravia en el verano de 1390, Milica aceptó la soberanía otomana.
Esteban Lazarević participó como vasallo otomano en la batalla de Karanovasa en 1394, la batalla de Rovine en 1395, la batalla de Nicópolis en 1396 y en la batalla de Ankara en 1402. Después de Ankara, visitó Constantinopla, la capital de la Imperio bizantino, donde se le dio el título de déspota, y desde entonces su estado pasó a ser conocido como el Despotado de Serbia en 1402.

## Gobernantes
- Lazar Hrebeljanović (1371-1389)
- Stefan Lazarević (1389-1402)